# گوین دگراو
گَوین دگراو (انگلیسی: Gavin DeGraw؛ زادهٔ ۴ فوریهٔ ۱۹۷۷) خواننده، ترانه‌سرا، و آهنگ‌ساز اهل ایالات متحده آمریکا است. وی از سال ۲۰۰۲ میلادی تاکنون مشغول فعالیت بوده‌است.
دگراو در سال ۲۰۰۴ میلادی با ترانهٔ «نمی‌خواهم باشم» از نخستین آلبوم استودیویی خود به شهرت رسید. او بعدها این موفقیت را با ترانه‌هایی چون «عاشق یک دخترم» و «فراموشت نکرده‌ام» تکرار کرد. ششمین آلبوم او در سپتامبر ۲۰۱۶ میلادی منتشر شد.